# Vereinigung für Medienkultur
Die Vereinigung für Medienkultur versteht sich als unabhängiges Forum für kritische Mediennutzer und setzt sich für inhaltliche und stilistische Qualität in elektronischen Medien und Printmedien sowie für Meinungsfreiheit ein. Der Sitz der Vereinigung ist Wien, das Tätigkeitsfeld Österreich.

## Gründungsgeschichte
Der Verein wurde 1995 von Johann Pesti gegründet. Der ehemalige Volksanwalt der Republik Österreich Herbert Kohlmaier war der erste Präsident. Er schreibt am Ende seiner Amtszeit, im Jahr 2000, über die Gründungsidee:

„Die Idee hat mich von Anfang an fasziniert, nämlich den Medienkonsumenten und das sind wir ja alle eine Stimme zu leihen. Dabei kam mir das zugute, was ich in den vorangegangenen Jahren an Kenntnissen und Erfahrungen gewinnen konnte. Es geht vor allem darum, Fehlentwicklungen entgegenzutreten, die unübersehbar vorhanden sind. In einer weitgehend kommerzialisierten Medienlandschaft sind zunehmend Qualitätsverluste zu registrieren – ein Überhandnehmen von Unseriosität, eine Neigung zu Geschmacklosigkeiten und auch zur bedenkenlosen Darstellung von Gewalt. Dagegen gemeinsam etwas zu unternehmen, ist notwendig geworden.“

Eine EU-weite Vernetzung der Organisation wird angestrebt. Vorsitzender ist seit 2013 der Präsident Udo Bachmair.

## Ziele und Arbeitsweise
Die Vereinigung für Medienkultur hat sich unter dem Motto Sehen – Urteilen – Handeln! folgende Ziele gesetzt:
1. Die Berichterstattung in elektronischen Medien und Printmedien beobachten
2. Experten zu Vorträgen einladen
3. Hintergrund- und Insiderwissen aufbauen
4. Als öffentliches Gewissen Medienberichte kritisch beurteilen
5. Interessenten/Mitglieder/Förderer informieren
6. Bei Leserbriefen beraten
7. Unterstützung bei Problemen mit Medien geben
8. Anliegen der Medienkultur an Journalisten herantragen

Die Vereinigung für Medienkultur ist ein offener Kreis von Mediennutzern, von Frauen und Männern, unterschiedlich in Herkunft, Beruf, politischer und weltanschaulicher Gesinnung. Die Organisation
- betreibt Öffentlichkeitsarbeit mit einer Website, einem Weblog und via Twitter
- lädt regelmäßig zu Vorträgen von Medien-Experten ein
- organisiert regelmäßig Treffen für Mitglieder
- informiert Mitglieder mittels schriftlichem Jahresbericht sowie per E-Mail über aktuelle Neuigkeiten
- informiert über und organisiert Brief- und Unterschriftenaktionen zu gegebenen Anlässen

## Projekte und Aktionen
ORF-Publikumsrat – Kandidatur und Kritik
Für die Wahl des ORF-Publikumsrats 2010 waren "repräsentative Einrichtungen" und Organisationen aus den Bereichen Bildung, Jugend, ältere Menschen, Eltern, Familie, Sport und Konsumenten aufgerufen, Personen für die Direktwahl vorzuschlagen. Von der Vereinigung für Medienkultur wurde deren Präsident Hans Högl für den Bereich Bildung nominiert. Durch die Direktwahl, bei der alle Gebührenzahler wahlberechtigt sind, werden sechs von 35 Publikumsräten gewählt. Hans Högl kritisiert diesen Wahlmodus in einem Gastkommentar in der Tageszeitung Die Presse:

„Parteien und Verbände dominieren die ORF-Gremien. Die Gebührenzahler tragen zwei Drittel des ORF-Budgets und dürfen ganze sechs von 35 Publikumsräten wählen. Es ist frech, wie hier drei Millionen Gebührenzahler abgespeist werden..“

## Aufbau der Organisation

### Zahlen und Daten zur Organisation
- Organisationstyp: Verein
- Gründungsdatum: 20. April 1995
- ZVR-Nummer: 211737801[6]

### Präsidenten
| Name              | Amtszeit  |
| ----------------- | --------- |
| Herbert Kohlmaier | 1995–2000 |
| Georg Zakrajsek   | 2000–2003 |
| Hans Högl         | 2003–2013 |
| Udo Bachmair      | 2013–     |